# Сераскер
Сераскер или Сераскир (тур. Serasker), у Отоманском царству је врховни заповједник једног већег војног похода, од великог везира до беглербега.

## Етимологија
Сама реч је у вези са речима сердар и серхат, у којима сер значи главни, глевешина, истурена област (крајина-серхат). 

## Историја
Иван Фрањо Јукић у својој књизи о Босни, пишући о везиру Џелалудину паши, између осталога је и записао:
Најпослије Бошњаци му доскочише године 1821. Цар га дигне с Босне, и учини га сераскиером над војском у Герчкој, што њему буде неповољно, отрује се и умире у Травнику - 16. липња год. 1826.

При млетачким покушајима освајања Улциња у 18. веку, остали су записи да је сераскер (турска страна) давао наредбе на словенском језику.
Аскер су на турском војници. Једа од сераскера био је и Ибрахим-паша Паргалија.